# Daum (Kristallerie)
Die Compagnie Française du Cristal Daum ist eine Kristallglasfabrik, die 1878 von den Brüdern Daum in Nancy, Lothringen, im heutigen Grand Est gegründet wurde. Die Werkstätten der Brüder Daum, Auguste (1853–1909) und Antonin (1864–1930), beschäftigten auch einige der großen Künstler des Jugendstils, wie Jacques Grüber, Henri Bergé, Almaric Walter und Charles und Ernest Schneider.

## Geschichte

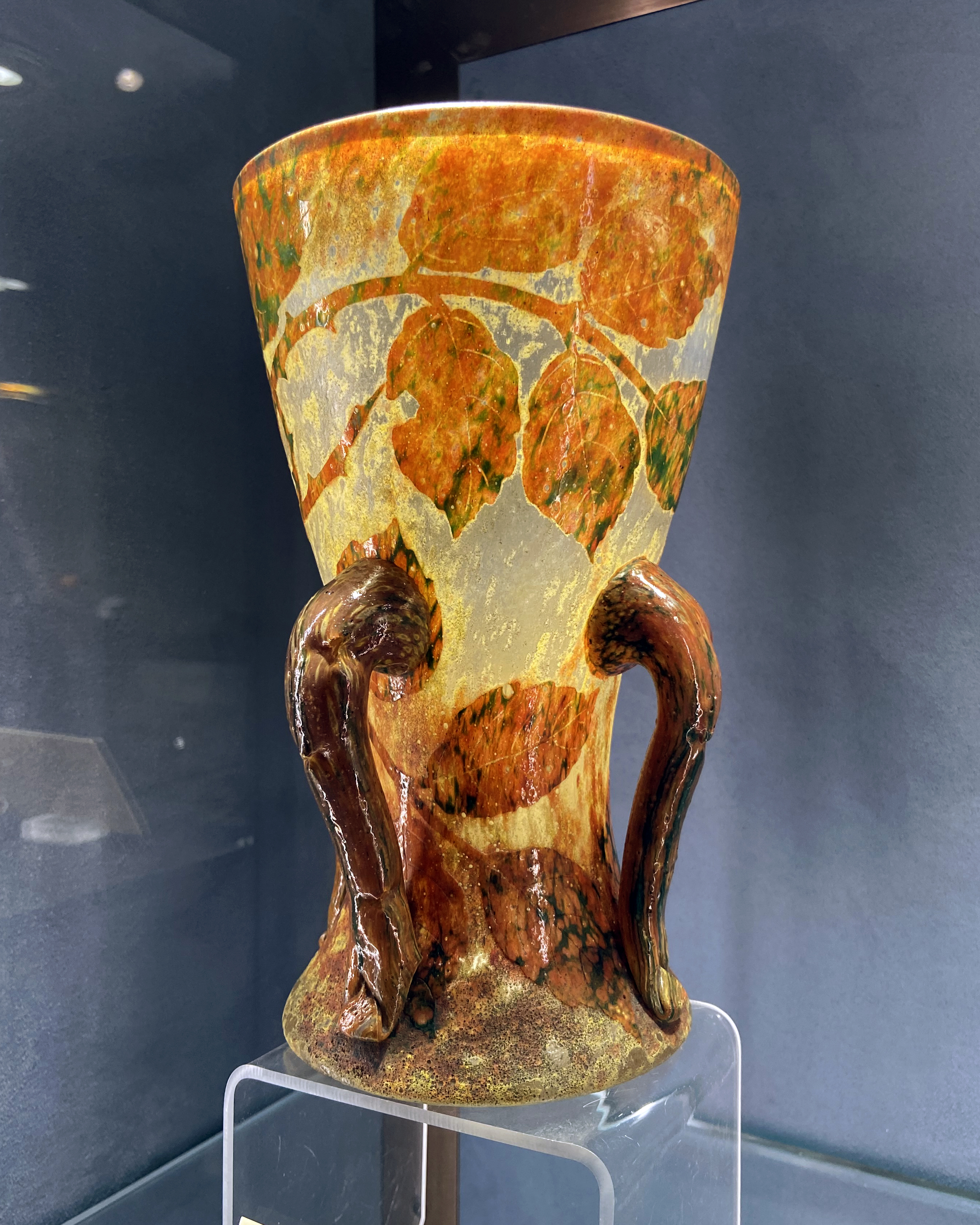

Nach dem Krieg von 1870 verkaufte Jean Daum (1825–1885), Notar in Bitche, sein Notariat und entschied sich für Frankreich. Erläuterung: 1871 wurde Elsass-Lothringen vom Deutschen Reich annektiert und die Einwohner mussten sich entscheiden, ob sie weiter hier wohnen wollten und die deutsche Nationalität annehmen oder ob sie die französische Nationalität behalten wollten, dann mussten sie das Deutsche Reich verlassen. Dies wurde als „Option“ bezeichnet. Daum zog 1876 nach Nancy und lieh mehrfach Geld an Avril und Bertrandi, Besitzer der Glashütte Sainte-Catherine in Nancy, einer Fabrik, die Flaschen und Kelchgläser herstellte. Das Unternehmen machte weiterhin Verluste  und Daum musste es 1878 übernehmen und wurde dadurch Leiter eines Unternehmens mit 150 Arbeitern, ohne etwas von der Glasherstellung zu verstehen. 1878 trat sein Sohn Auguste in die Firma ein. Als Jean Daum 1885 starb, war die Firma immer noch nicht erfolgreich, Auguste übernahm allein die Leitung der Glashütte. 1887 trat sein Bruder Antonin in die Firma ein, er hatte gerade seinen Abschluss an der École centrale des arts et Manufactures in Paris gemacht. Antonin war durch seine Ausbildung mit Glastechniken vertraut, und so richtete er die Produktion auf künstlerisch gestaltete Glasobjekte anstelle von Gebrauchsgläsern aus. Die beiden Brüder richteten zwischen 1889 und 1891 eine künstlerische Entwurfsabteilung ein, die Antonin leitete. Auguste stellte die Mittel bereit, dem Vorbild Émile Gallé in Jugendstil-Glaswaren nachzueifern.
Antonin Daum begann mit einigen einfachen Modellen, um bald mit Säureätzung fortzufahren, und ging dann über zu Modellen mit der neuen Technik „Cameo“, oder Overlay-Glas, ein Deckglas mit einer oder zwei Schichten einer anderen Farbe und Gravur des Designs auf der Oberfläche. Von 1890 bis 1914 schuf er mehr als dreitausend Referenzen. Jacques Grüber war der erste angestellte Glaskünstler. 1893 wurde er mit dem Entwurf von Objekten betraut, die 1893 auf der Weltausstellung in Chicago erscheinen sollten. Dies war der erste große Erfolg von Daum in der Kunstbranche. Die Gebrüder Daum konnten 1894 an der Ausstellung in Nancy teilnehmen. Es folgten die Ausstellungen in Lyon (1894), Bordeaux (1895) und Brüssel (1895 und 1897), bei denen sie Auszeichnungen erhielten. 1897 wurde innerhalb des Unternehmens eine Zeichenschule gegründet, die eigene Designer und Graveure ausbildete. 

Henri Bergé leitete die Schule, er war der zweite Künstler der Firma. Er arbeitet an der Entwicklung botanischer Motive, die zur Verzierung von den Objekten der Kristallerie dienen sollen. Seine Arbeit zeichnet sich durch einen starken Naturalismus aus, einige Beobachter kritisieren diesen wissenschaftlichen Aspekt. Ab 1898 wurde Henri Bergé durch Émile Writz unterstützt. 1900 wurde der erste Preis für Kunstglas auf der Weltausstellung von 1900 an Daum und Gallé verliehen. Daum präsentierte  Vasen von Charles Schneider in „intercalaires“ Technik, Einschlüsse von farbigen Flecken und Streifen zwischen zwei Glasschichten. Daum patentierte diese Technik im Jahr 1899. Außerdem Lampen, die zu seiner Spezialität werden. 1904 entwickelte Almaric Walter eine weitere Technik „pâte de verre“ (Glasfluss). Er blieb bis 1915 bei Daum.

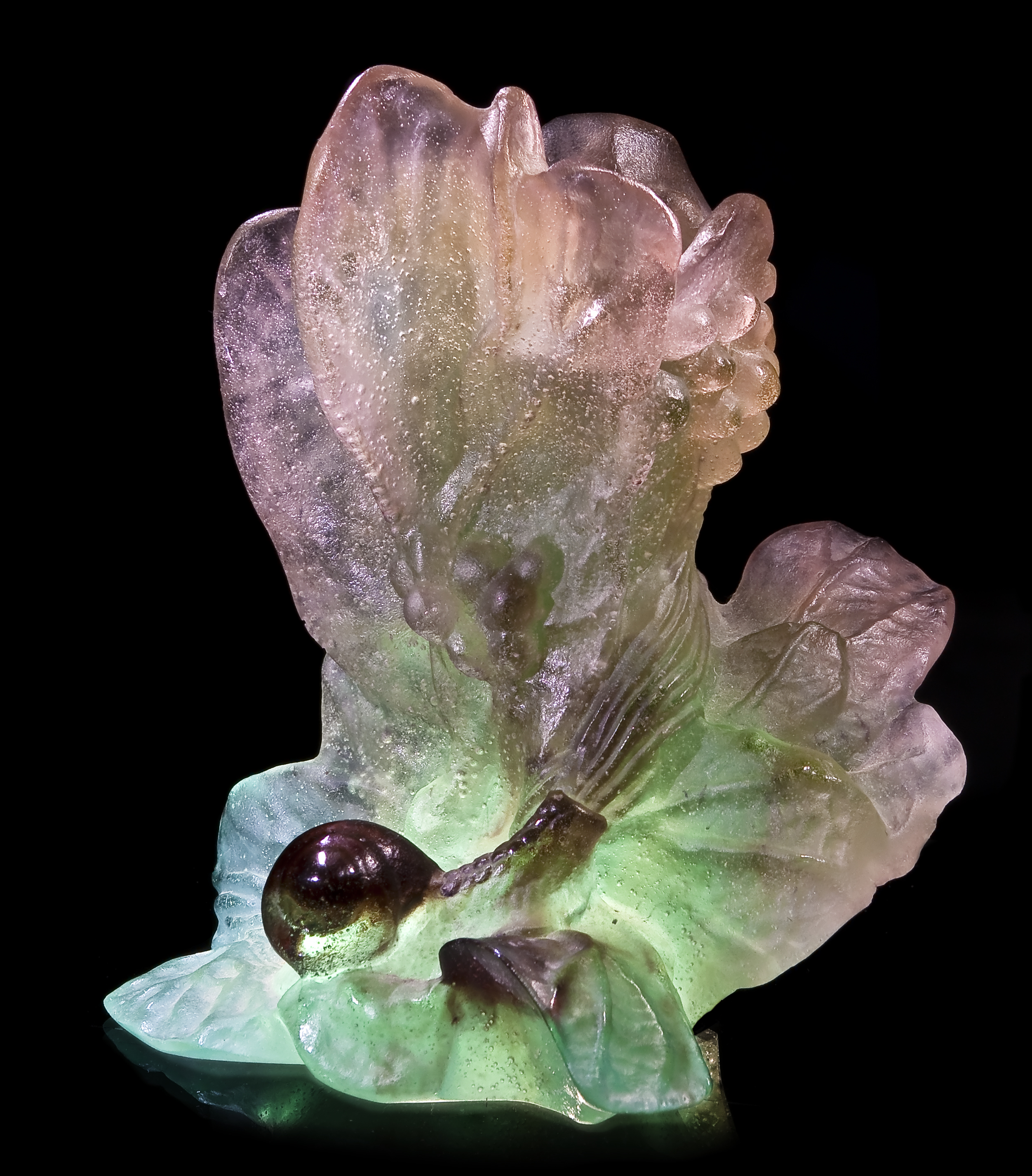
Kerzenhalter in Pâte de Verre: Nature Bougeoir

1901 wurde die École de Nancy gegründet. Émile Gallé war der Initiator und wurde ihr erster Präsident, Antonin Daum Vizepräsident. Antonin Daum wurde auch Mitglied der Handelskammer von Nancy. Er spielte 1909 eine wichtige Rolle während der Internationalen Ausstellung von Ostfrankreich, die das Ende der Schule von Nancy markierte. Auguste starb 1909, Antonin war bis zu seinem Tod 1930 aktiv, teilte aber die Verantwortung mit den Söhnen von Auguste: Jean, Henri und Paul. Jean starb 1916, Henri war Manager wie sein Vater. Paul war Absolvent des Instituts für Physik und Chemie in Nancy, er nahm nach und nach den Platz von Antonin ein. Nach 1918 passten die Daums das Unternehmen an die neuen Produktionsbedingungen an, wobei sie Qualität und ästhetische Gestaltung höher schätzten als Produktivität. Das Unternehmen beteiligte sich weiterhin an großen Ausstellungen: Barcelona 1923, Internationale Kunstgewerbeausstellung in Paris 1925, Kolonialausstellung in Paris 1931.
In den 1920er Jahren wandelte Paul Daum die Produktion angesichts des nachlassenden Interesses am Jugendstil zu Art déco. Die Nachfrage war groß und das Geschäft florierte. Daum eröffnete 1925 eine weitere Kristallfabrik in Croismare, mit Paul als Direktor. In der  Wirtschaftskrise der 1930er Jahre musste die Fabrik in Croismare 1934 schließen. Einige Großaufträge ermöglichten es dem Unternehmen in Nancy jedoch, die Krise zu überleben: 1935 bestellte die Compagnie Générale Transatlantique 90.000 Stück Glas und Kristall für der Normandie-Liner.
Nach dem Zweiten Weltkrieg entwickelte Antonins ältester Enkel, Antoine Froissart (1920–1971), der an der École Centrale Paris Ingenieurwesen studiert hatte, ein besonders transparentes und brillantes Kristallglas. Dieses neue Kristallglas erlaubte die Herstellung von Stücken mit dicken und fließenden Formen und besonderer Brillanz. Jacques, der Enkel von Auguste beauftragte zeitgenössische Designer mit neuen Entwürfen.

## Daum Heute
1985 verkaufte die Familie Daum ihre Firma an die Holding Saint-Germain des Finanziers Prosper Amouyal. 2021 machte Daum einen Umsatz von 14,3 Millionen Euro im Jahr, +8 % im Vergleich zu 2019 und beschäftigte zwischen 100 und 200 Mitarbeiter. Die Firma kreierte zwischen 80 und 100 neue Produkte pro Jahr, mit den 3 Hauptthemen Fauna, Flora und Frauen. Auch 2022 blieb die Firma ihrem künstlerischen Anspruch treu und produzierte Glasobjekte, die von bedeutenden Künstlern wie Aman, Carlos Mata, Georges Saulterre, Salvador Dalí, Shogo Kariyazaki, Umberto entworfen wurden. In ihrem Katalog werden Glasskulpturen, Einzelstücke bekannter Künstler, für 6-stellige Beträge angeboten.
Die Daum-Kollektion im Musée des Beaux-Arts de Nancy zählt über 600 Exponate. Die Kollektion weist eine unglaubliche ästhetische und historische Qualität auf und illustriert die Geschichte der Manufaktur anhand ihrer Produktion von ihren Anfängen in den Jahren 1880 bis zu den Werken der 1990er Jahre.